# Xiana Méndez
Xiana Méndez Bértolo (Pontevedra, 27 de julio de 1977) es una economista del Estado española, que ejerció como secretaria de Estado de Comercio entre 2018 y 2024, bajo la presidencia de Pedro Sánchez.

## Biografía
Hija del político Constantino Méndez, se licenció en Derecho y en Administración y dirección de empresas por la Universidad Pontificia Comillas de Madrid. En 2004 ingresó mediante concurso oposición en el Cuerpo Superior de Técnicos Comerciales y Economistas del Estado e inició su carrera profesional en la Comisión Nacional de la Competencia (CNC).
Ha desempeñado diferentes puestos en la Dirección General de Política Económica del Ministerio de Economía (2013-2015), llegándose a especializar en los sectores del transporte, infraestructuras y crédito oficial. 
Posteriormente fue consejera económica y comercial de la Embajada de España en Quito (Ecuador, 2015-2018) 
En junio de 2018 fue nombrada secretaria de Estado de Comercio y presidenta del Instituto Español de Comercio Exterior (ICEX). Tras casi seis años en el cargo, en 2024 cesó como secretaria de Estado, siendo propuesta por España como directora ejecutiva española del Fondo Monetario Internacional.